# Neoblattella detersa
Neoblattella detersa är en kackerlacksart som först beskrevs av Walker, F. 1868.  Neoblattella detersa ingår i släktet Neoblattella och familjen småkackerlackor. Inga underarter finns listade i Catalogue of Life.